# Atommüllreport
Das Fachportal Atommüllreport wird getragen von Umwelt- und Anti-Atom-Organisationen und ging im Jahr 2014 online. Ziel ist, das Wissen über Atommüll und dessen potenzielle Gefahren zu sichern, die Fachdebatte zu fördern und nachfolgende Generationen für die Probleme zu interessieren.

## Ziele und Aufgabe
Der Atomausstieg in Deutschland ist beschlossen, aber der radioaktive Abfall bleibt und damit auch dessen Gefahren. Im Sinne der Generationengerechtigkeit will der Atommüllreport Bestände und Umgang mit radioaktivem Abfall dokumentieren, kritische Wissenschaftsdiskussion über Generationen hinweg ermöglichen und Wissen und Erfahrung langfristig sichern. Außerdem sollen spezifische Informationsbedürfnisse z. B. von Standorten, Medien oder anderen gesellschaftlichen Akteuren bedient werden.
In der Präambel heißt es zu den Beweggründen:

„Es ist absehbar, dass bei der Abwicklung der Atomenergie in den nächsten Jahrzehnten die Altlasten zunächst verstaatlicht werden sollen und dann wegdefiniert oder einzelnen Orten und Regionen angelastet werden. In Verantwortung für nachfolgende Generationen und allen betroffenen Regionen schaffen wir mit der Plattform eine unabhängige, plurale, öffentliche und problemorientierte Gemeinschaftseinrichtung.“

## Geschichte

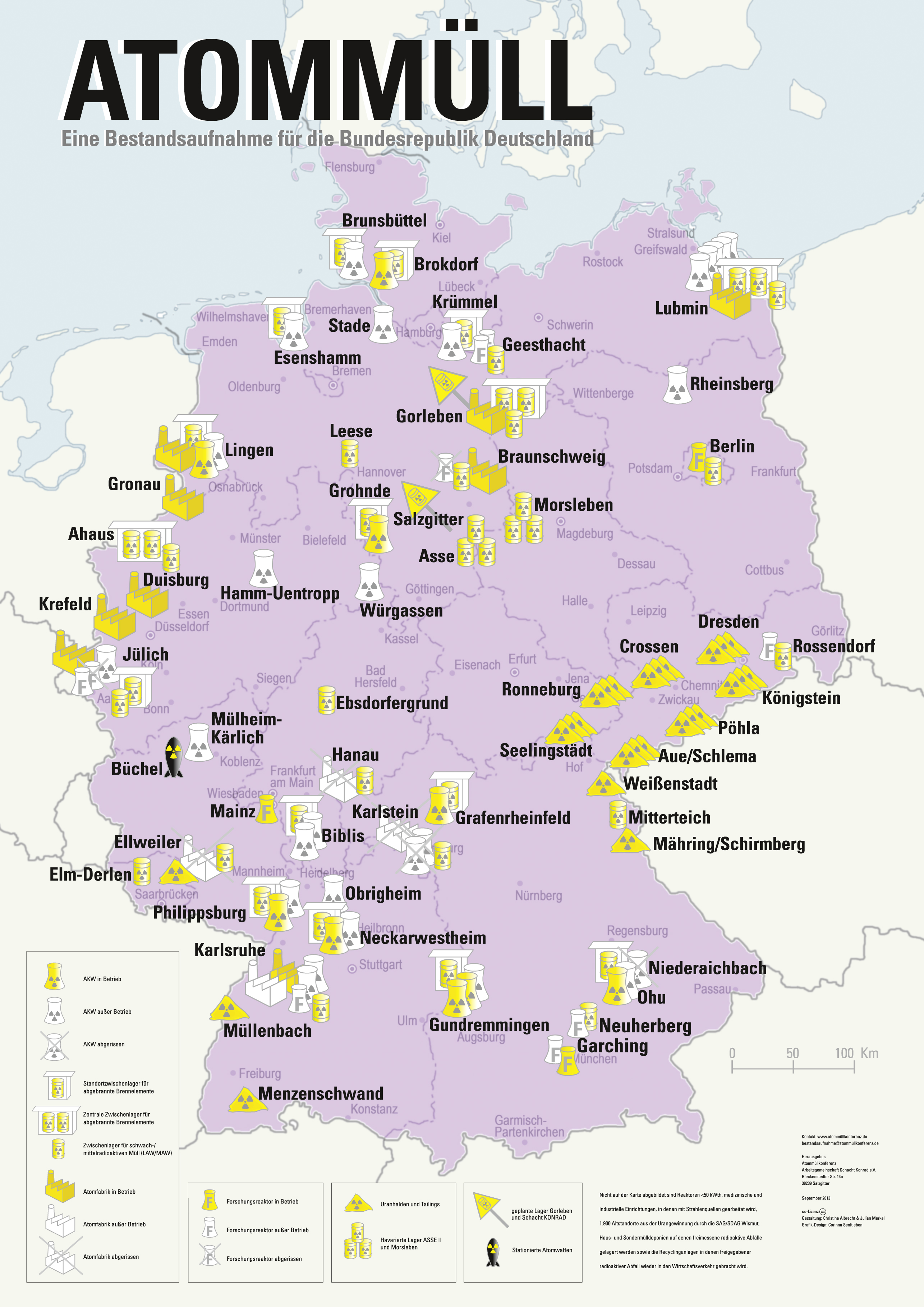
Karte der Atommüllstandorte in Deutschland, entstanden im Rahmen der Bestandsaufnahme Atommüll

Im Rahmen der Arbeit der Atommüllkonferenz, dem zweimal jährlich stattfinden Treffen der Anti-Atomkraft-Initiativen, entstand im Jahr 2013 eine 272-seitige „Bestandsaufnahme Atommüll“ inklusive einer Karte der betroffenen Standorte, mit der die Politologin Ursula Schönberger erstmals einen kompletten Überblick über den Atommüll in Deutschland gegeben hat. Die Bestandsaufnahme umfasst die Anlagen in der Bundesrepublik Deutschland, an denen Atommüll produziert oder gelagert wird, sowie die Verbringung von Abfällen innerhalb Deutschlands und in andere Länder. In Fortsetzung dieser Arbeit wurde die Online-Plattform atommuellreport.de aufgebaut um die Informationen der breiten Öffentlichkeit zugänglich zu machen und kontinuierlich auf einem aktuellen Stand zu halten.

## Projekte und Aktivitäten
Der Atommüllreport stellt Expertenwissen zur Verfügung, u. a. 2015 als Sachverständiger im Umweltausschuss des Deutschen Bundestages. Außerdem werden fachliche Veranstaltungen organisiert. Im Jahr 2015 fand ein Symposium zu Rechtsentwicklungen im Atommüllbereich mit Vertretern aus Umweltministerien, Forschung und Wissenschaft, Umweltverbänden und Bürgerinitiativen statt, 2016 eine Fachtagung zu den Problemen bei der Zwischenlagerung hochradioaktiver Abfälle.
Im August 2017 fand eine viertägige Sommerakademie für Studierende und junge Wissenschaftler statt, in Kooperation mit der Hochschule Ruhr West und dem Institut für Baustoffe, Massivbau und Brandschutz der TU Braunschweig. Informiert und gesprochen wurde u. a. über Geschichte, medizinische Aspekte, Lagerungstechnik und andere Probleme.
In Kooperation mit der BUNDjugend und gefördert von der Deutschen Bundesstiftung Umwelt wurde 2017/18 das Projekt „Jugend trifft Erfahrung“ durchgeführt, dessen Ziel es ist, junge Menschen für die Thematik zu interessieren.

## Organisation
Der Atommüllreport ist ein Gemeinschaftsprojekt von Anti-Atomkraft-Initiativen der Atommüllkonferenz und von Umweltverbänden. Er ist organisiert in Trägerkreis, offenes Redaktionstreffen, Fachbeirat und Redaktion. Projektleiterin ist Ursula Schönberger.
Der Trägerkreis des Projektes besteht aus der Arbeitsgemeinschaft Schacht KONRAD, der Bürgerinitiative Umweltschutz Lüchow-Dannenberg, dem Bund für Umwelt und Naturschutz Deutschland, dem BUND Landesverband NRW, der Gesellschaft für Strahlenschutz, Internationale Ärzte für die Verhütung des Atomkrieges, Ärzte in sozialer Verantwortung (IPPNW), Robin Wood, Strahlentelex, .ausgestrahlt und dem Umweltinstitut München. Er trifft sich alle zwei Monate und berät über die Finanzierung des Projektes, die Arbeitsplanung, die Zusammensetzung des Fachbeirates und bestätigt die personelle Besetzung der Redaktion. Der Trägerkreis sichert die Kontinuität des Projektes. Mitglied des Trägerkreises können Initiativen, Verbände und andere Organisationen werden. Für Parteien, Parteigliederungen und Behörden ist eine Mitgliedschaft ausgeschlossen. Rechtsträger des Projektes ist die Arbeitsgemeinschaft Schacht KONRAD mit Sitz in Salzgitter.
Der Fachbeirat, der sich am 1. März 2016 konstituierte, tritt mehrmals im Jahr zusammen und identifiziert und diskutiert Themenschwerpunkte, führt die Sommerakademie durch, begleitet das Projekt kritisch und kann Empfehlungen für die weitere Entwicklung abgeben. Mitglieder des Fachbeirates sind. Oda Becker (Hannover), Thomas Dersee (Gesellschaft für Strahlenschutz), Christina Hacker (Umweltinstitut München), Wolfgang Irrek (Hochschule Ruhr-West), Jürgen Kreusch (INTAC Hannover), Rainer Moormann (Chemiker), Alex Rosen (Kinderarzt, IPPNW), Hagen Scherb (Mathematiker und Epidemiologe, Helmholtz-Zentrum München).
Die offenen Redaktionstreffen finden zwei Mal im Jahr statt. Teilnehmen können alle Personen, die das Projekt inhaltlich unterstützen wollen.
Die Redaktion besteht aus den hauptamtlichen Mitarbeitern des Projektes und ist für die Gesamtorganisation verantwortlich. Sie betreut die Webseite, pflegt die Daten ein, entwickelt das Fachportal weiter und führt weitere Projekte in Abhängigkeit von ihrer Finanzierung durch. Sie erstellt den Entwurf für die jährlichen Arbeitsplanungen, organisiert den Trägerkreis, den Fachbeirat und das offene Redaktionstreffen.
Als Netzwerk hat der Atommüllreport selbst keine eigene Rechtsform. Um Personal einstellen und rechtsverbindliche Verträge schließen zu können, wurde einvernehmlich beschlossen die Arbeitsgemeinschaft Schacht KONRAD e. V. als Rechtsträger des Netzwerks einzusetzen. Gleichzeitig wurden strikte Regularien festgelegt, um sicherzustellen, dass der Atommüllreport nicht von einzelnen Organisationen oder Teilen der Bewegung vereinnahmt werden kann.

## Finanzierung
Zusätzlich zur Finanzierung der Aktivitäten durch die Organisationen des Trägerkreises wird der Ausbau der Online-Plattform finanziell von der Umweltstiftung Greenpeace unterstützt. Hinzu kommt ein Großteil ehrenamtliche Unterstützung und redaktionelle Arbeit. Das zweijährige Projekt „Jugend trifft Erfahrung“ wird mit etwa 110.000 Euro von der Deutschen Bundesstiftung Umwelt gefördert. Die „Bestandsaufnahme Atommüll“ wurde mit finanzieller Unterstützung von BUND Landesverband Nordrhein-Westfalen, IPPNW, Robin Wood, Naturfreunde Deutschland, Landeskirchenamt der Evangelisch-lutherischen Kirche in Norddeutschland erstellt.